# Cirfontaines-en-Ornois
Cirfontaines-en-Ornois är en kommun i departementet Haute-Marne i regionen Grand Est (tidigare regionen Champagne-Ardenne) i nordöstra Frankrike. Kommunen ligger i kantonen Poissons som tillhör arrondissementet Saint-Dizier. År 2022 hade Cirfontaines-en-Ornois 88 invånare.

## Befolkningsutveckling
Antalet invånare i kommunen Cirfontaines-en-Ornois
| Referens: INSEE |